# Avelino Mocache
Avelino Mocache Mehenga (Bata, c. 1956) es un político ecuatoguineano, presidente de la Unión de Centro Derecha (UCD) y actual Secretario de Estado de Pesca y Recursos Hídricos en el gobierno de Teodoro Obiang Nguema.

## Biografía
Oriundo de Bata y perteneciente a la etnia ndowé, fue formado como electricista en la Unión Soviética en la década de 1980.
Opositor al régimen de Teodoro Obiang Nguema, inició sus actividades políticas en 1992 al unirse a la Acción Popular de Guinea Ecuatorial (APGE). Posteriormente se unió al Partido del Progreso de Guinea Ecuatorial (PPGE), donde destacó como mano derecha de su líder Severo Moto Nsá. No obstante, abandonó la formación tras su ilegalización en 1997.
Luego regresó a militar a la APGE y fungió como su Secretario General hasta 2007. Desde esta posición, mantuvo estrechos vínculos con el Partido Popular español. Su labor de opositor le valió ser detenido en 2007 y 2010.
En 2011 Mocache abandonó la APGE y pasó a formar parte de la Unión Popular (UP), partido del cual fue expulsado en 2013. Tras su salida de UP se convirtió en líder del partido Unión de Centro Derecha (UCD), que obtuvo reconocimiento legal por parte de las autoridades en noviembre de 2015 y lidera actualmente.
En 2016 fue el candidato de UCD en las elecciones presidenciales. En los comicios Mocache obtuvo un 1,6 % de los votos y el segundo lugar, por detrás del presidente Teodoro Obiang Nguema. Esto le consagró como uno de los líderes opositores más importantes del país, siendo al año siguiente uno de los líderes de la coalición electoral "Juntos Podemos" junto a Andrés Esono Ondó de la CPDS para las elecciones legislativas. Dicha coalición no obtuvo ningún cargo parlamentario.
En julio de 2020, se dio a conocer que la UCD se había integrado al grupo de partidos opositores coaligados con el PDGE, luego de tomar tal decisión en un congreso celebrado en Bata. Este acuerdo posibilitó el nombramiento de Mocache como Secretario de Estado de Pesca y Recursos Hídricos en agosto del mismo año. La noticia no estuvo exenta de polémica, y causó molestia en círculos opositores.